# Sport-B.Z.
Die Sport-B.Z. war die erste und bisher einzige deutsche Sport-Tageszeitung. Sie wurde 2006 gegründet und Ende des gleichen Jahres eingestellt.

## Geschichte
Die Zeitung erschien im Axel-Springer-Verlag und wurde im Wesentlichen von Sportredakteuren der verlagseigenen Boulevardzeitung B.Z. erstellt. Sie war der erste Versuch, in Deutschland nach dem Vorbild von Marca (Spanien), L’Équipe (Frankreich) oder Gazzetta dello Sport (Italien) eine tägliche Sportzeitung zu etablieren. 
Die erste Ausgabe erschien zur Fußball-Weltmeisterschaft 2006 in Deutschland und wurde nur im Raum Berlin vertrieben. Ab dem 8. August 2006 wurde die Zeitung mit einer Startauflage von 50.000 Exemplaren fortgesetzt. Die Sport-B.Z. erschien werktags und war außer Berlin auch in Brandenburg und Teilen Mecklenburg-Vorpommerns erhältlich. Zum 22. Dezember 2006 wurde sie wieder eingestellt.